# زبان برنامه‌نویسی وبگاه‌های بزرگ
زبان‌های برنامه‌نویسی مورد استفاده در وبگاه های محبوب جهانی
یکی از ویژگی های مشترک وب سایت های پربازدید این است که آنها وب سایت های پویا هستند. توسعه آنها معمولا شامل کدگذاری سمت سرور، کدگذاری سمت مشتری و فناوری پایگاه داده است. با این حال، زبان های برنامه نویسی که برای ارائه محتوای وب پویا به کار می روند، بین سایت ها بسیار متفاوت است.
| وبگاه  | محبوبیت ( میزان بازدید کننده در هر ماه ) | فرانت-اند(صفحه اصلی)        | بک-اند(سرور وبسایت)                                                     | پایگاه داده                                 | یادداشت                             |
| ------ | ---------------------------------------- | --------------------------- | ----------------------------------------------------------------------- | ------------------------------------------- | ----------------------------------- |
| گوگل   | 2.5 میلیارد بازدید کننده                 | جاوا اسکریپتتایپ اسکریپت    | سی ، سی پلاس پلاس ، گو جاوا ، پایتون ، ناد ، پی اچ پی                   | بیگ تیبل ماریا دی بی                        | پر استفاده ترین موتور جستجو در جهان |
| فیسبوک | 1.120 میلیارد بازدید کننده               | جاوا اسکریپتتایپ اسکریپتفلو | هک ، پی اچ پی ، پایتون سی پلاس پلاس ، جاوا ارلنگ ، دی ، اکس اچ پی هاسکل | ماریا دی بی ، مای اس کیو ال اچ بیس کاساندرا |                                     |
| یوتیوب | 1.1 میلیارد بازدید کننده                 | جاوا اسکریپتتایپ اسکریپت    | سی ، سی پلاس پلاس ، جاوا ، گو                                           | ویتس بیگ تیبل ماریا دی بی                   | محبوب ترین سایت اشتراک گذاری ویدئو  |